# 王士鑅
王士鑅（？—1645年），字元冶，號勉齋，鎮江府金壇縣人，明朝、南明政治人物。

## 生平
王士鑅是崇禎三年（1630年）庚午科應天鄉試舉人，崇禎四年（1631年）聯捷辛未科的進士，吏部观政，歷任浙江桐鄉、金華知縣。海盜作亂，他召集民兵五百人，擒拿敵首。擢户科给事中，轉兵科給事中，彈劾楊嗣昌、溫體仁、薛國觀、謝陞為「誤國四凶」，下獄削籍。
弘光帝繼位，起用王士鑅為戶科給事中，上疏邊境事務，糾察易應昌、楊公翰，指出勳臣李祖述偷生負國；又上奏地方守令失職，賦稅不清，私自收取火耗，壓榨人民。南京失守後卒。

## 引用
1. ↑  《崇祯四年辛未科三百五十名进士履历》：王士鑅，勉斋，書三房，癸丑五月十九日生。金坛人，庚午四十七，會三百二十九，三甲二百五十九名。吏部政，壬申授桐乡知县，甲戌丁忧，丁丑补金华县。曾祖規，恩官。祖文趙，庠生。父学在，举人。
2. 1 2  錢海岳《南明史·卷三十三·列傳第九》：王士鑅，字元冶，金壇人。崇禎四年進士。歷桐鄉、金華知縣。海寇靛賊亂，大軍雲集，咄嗟立辦，以民兵五百禽巨魁平之。
3. ↑  《金坛县志》：王士鑅字元冶，崇祯庚午举于乡。辛未成进士，授桐乡知县。父憂，起复知金华。时东林、南党互相攻击，一登仕藉，各有攀援。鑅曰：吾但知爱养士民，克尽厥職已耳，依傍门户何为乎？擢户科给事中，即劾辅臣误国，改兵科，极论边事，悉中机宜。居官廉慎，無餘蓄，于祖父授田外，未增寸土。晚年兀坐一室中，人罕得见其颜色，盖托疾自废云。
4. ↑  錢海岳《南明史·卷三十三·列傳第九》：遷兵科給事中，劾楊嗣昌、溫體仁、薛國觀、謝陞為誤國四凶，下獄削籍。安宗立，起戶科，言邊事中機宜，糾易應昌、楊公翰，奏李述祖偷生負國；有愧諸勳。又言守令失職，賦額不清，私加火耗，虐民太甚。南京亡後卒。